# تایگا ایشیکاوا
تایگا ایشیکاوا (ژاپنی: 石川 大我؛ زادهٔ ۳ ژوئیهٔ ۱۹۷۴) سیاست‌مدار و فعال حقوق همجنس‌گرایان اهل ژاپن است. با پیروزی در انتخابات مجلس مشاوران در سال ۲۰۱۹ وی اولین سیاستمدار علناً همجنس‌گرای ژاپن است که به یکی از دو مجلس ژاپن (دایت ملی) به انتخاب رسیده‌است.